# 福井県道135号谷北六呂師線
福井県道135号谷北六呂師線（ふくいけんどう135ごう たにきたろくろしせん）は、福井県勝山市にある一般県道である。旧国道157号である。

## 路線概要

### 路線データ
- 起点：福井県勝山市北谷町谷（＝国道157号交点）
- 終点：福井県勝山市北谷町北六呂師（＝国道157号交点）

## 接続道路
- 国道157号（勝山市北谷町、起終点）

## 沿線周辺
- かつやま子どもの村小学校